# Esther Omam
Esther Omam Njomo est une militante camerounaise des droits de l'homme et la directrice exécutive de Reach Out Cameroon. Elle est la lauréate du prix du Centre mondial du pluralisme 2023 et du Prix allemand pour l'Afrique 2023.

## Biographie

### Enfance
Esther Omam Njomo est née à Douala, au Cameroun, elle est contrainte de quitter l’école pour se marier très jeune.

### Carrière

#### Médiatrice de paix
Esther Omam est une médiatrice de paix qui appartient au réseau Women Mediators across the Commonwealth (MWC). Elle devient membre de la Women's Alliance for Security Leadership (WASL) en 2020.

#### Fondatrice de Reach Out Cameroon
En 1996, Omam crée Reach Out Cameroon en tant que petite initiative qui est légalement autorisée en 2000 aux côtés d'un groupe de médecins, de spécialistes du genre, de travailleurs sociaux, d'infirmières, d'agents relais communautaires et d'agronomes en réponse à l'épidémie de VIH dans le département du Fako, au Cameroun. Reach Out Cameroon est une ONG qui promeut les droits des femmes et des enfants dans les zones touchées par les conflits et assure la participation des femmes au processus de consolidation de la paix.

#### Fédératrice de réseaux de femmes
En 2018, elle propose la création du South West and North West Women's Task Force (SNWOT), réunissant des organisations de la société civile féminine des deux régions anglophones du Cameroun : Sud-Ouest et Nord-Ouest et au-delà.

#### Organisatrice de la Convention nationale des femmes pour la paix au Cameroun
En 2021, elle a joué un rôle important dans l'organisation de la toute première Convention nationale des femmes pour la paix au Cameroun, un événement qui a réuni plus de 1200 femmes de tout le pays exigeant la fin de la violence et appelant à la paix.

#### Récipiendaire de prix internationaux
En 2023, elle reçoit le Prix allemand pour l'Afrique aux côtés de Marthe Wandou et Sally Mboumien pour avoir organisé la première Convention Nationale des Femmes pour la Paix au Cameroun. En 2024, elle remporte le Prix Africa Women dans la catégorie Femme d'Impact et d'Exception pour la Promotion de la Paix pour ses contributions à la consolidation de la paix au Cameroun et au-delà.

## Prix et reconnaissances
- Africa Women's Award 2024
- Prix allemand pour l'Afrique 2023[11]
- Prix mondial du pluralisme 2023[12]
- Prix 2020 de l'humanitaire, de la paix et de la médiation par Scoop Media
- Le prix SHERO du Cameroun sur la prévention du COVID19 lui a été décerné par Women in Global Health Cameroun[13].